# Neuberg im Burgenland
Pour les articles homonymes, voir Neuberg.
Neuberg im Burgenland est une commune autrichienne du district de Güssing dans le Burgenland.